# Dercetina bopeng
Dercetina bopeng es una especie de insecto coleóptero de la familia Chrysomelidae.
Fue descrita científicamente en 1999 por Mohamedsaid.